# 水野忠見
水野 忠見（みずの ただちか、享保15年（1730年）- 安永4年8月19日（1775年9月13日））は、安房北条藩の第2代藩主。忠位系水野家3代。
初代藩主・水野忠定の次男。母は水野忠位の娘。正室は板倉勝清の娘。子に水野忠韶（長男）、杉浦正僖（次男）、水野忠晋（三男）、溝口直静（四男）、娘（加藤明陳正室）、娘（内田正純正室）、娘（小浜寿隆正室）。官位は従五位下、肥前守、壱岐守。
幼名は吉次郎。寛保3年（1743年）、兄・忠寛の早世により世子となる。延享元年（1744年）12月、従五位下肥前守に叙任される。延享5年（1748年）、父の死去により跡を継いだ。寛延2年（1749年）8月に大番頭となり、宝暦7年（1757年）3月に奏者番、同年11月に壱岐守に任官される。宝暦8年（1758年）9月には西の丸若年寄となった。安永4年（1775年）8月19日、46歳で死去した。
はじめ兄・忠寛の長男・忠廉を嫡子としていたが家督相続前に死去したため、跡は長男の忠韶が継いだ。法号は本誉常自寂湛法従院。墓所は東京都文京区小石川の伝通院。

## 系譜
父母
- 水野忠定（父）
- 水野忠位の娘（母）

正室
- 板倉勝清の娘

子女
- 水野忠韶（長男）
- 杉浦正僖（次男）
- 水野忠晋（三男）
- 溝口直静（四男）
- 加藤明陳正室
- 内田正純正室
- 小浜寿隆正室